# Карл Горешовський
Карл Горешовський (нім. Karl Horeschofsky) — австрійський футболіст, що грав на позиції воротаря. Виступав у складі клубу «Ферст Вієнна». Володар Кубка Мітропи 1931, дворазовий чемпіон Австрії і триразовий володар Кубка Австрії.

## Клубна кар'єра
У складі «Ферст Вієнни» дебютував у сезоні 1927/28, відігравши вісім матчів чемпіонату, який команда завершила на третьому місці. У 1929 році «Вієнна» стала лише сьомою у чемпіонаті, але вперше у своїй історії здобула кубок Австрії. Карл зіграв в ісіх пяти матчах турніру. У вирішальній грі «Вієнна» перемогла «Рапід» з рахунком 3:2. Завдяки перемозі у кубку Австрії, клуб дебютував у кубку Мітропи влітку 1929 року. В чвертьфіналі «Вієнна» перемогла чемпіона Угорщини «Хунгарію» (4:1 і 1:0), а у півфіналі без участі Горешовського поступилась чемпіону Чехословаччини «Славії» — 3:2, 2:4.
У 1930 році «Вієнна» посіла третє місце у чемпіонаті і вдруге поспіль перемогла у національному кубку. У фінальній грі команда виграла з рахунком 1:0 у «Аустрії» завдяки голу Фрідріха Гшвайдля на 77-й хвилині. Як володар кубка країни 1930 року, «Вієнна» взяла участь у двох міжнародних турнірах. Спочатку клуб з Горешовським у воротах зіграв у Кубку Націй, міжнародному турнірі, що відбувся влітку 1930 року в Женеві, організований місцевою командою «Серветт». Участь у Кубку Націй узяли діючі чемпіони або володарі кубків своїх країн, за винятком Іспанії. «Вієнна» перемогла швейцарський «Серветт» (7:0) і німецький «Фюрт» (7:1), у півфіналі поступилась чемпіону Чехословаччини «Славії» (1:3), а у матчі за третє місце вдруге переграла «Серветт» з рахунком 5:1. В липні також зіграв у кубку Мітропи, де його команда у першому раунді поступилась чехословацькій «Спарті» (1:2, 2:3).
У сезоні 1930/1931 «Вієнна» вперше у своїй історії завоювала титул чемпіона Австрії. Клуб на два очка випередив «Адміру» і на три «Рапід».  На рахунку Карла участь в усіх 18-ти матчах чемпіонату. Основу «Ферст Вієнни» також складали: захисники Карл Райнер і Йозеф Блум, півзахисники Леопольд Гофманн, Віллібальд Шмаус, Отто Каллер і Леонард Маху, нападники Антон Брозенбауер, Йозеф Адельбрехт, Фрідріх Гшвайдль, Густав Тегель, Леопольд Марат і Франц Ердль.
Переможно виступила команда у кубку Мітропи 1931 року. Клуб завершив змагання зі стовідсотковим показником у вигляді шести перемог у шести матчах. В чвертьфіналі і півфіналі команда перемогла угорський «Бочкаї» і італійську «Рому» відповідно У фіналі кубка зійшлися дві австрійських команди — чемпіон країни «Ферст Вієнна» і володар кубка ВАК, у складі якого виступав найсильніший австрійський воротар того часу Рудольф Гіден, а також інші австрійські зірки — Карл Сеста, Георг Браун, Гайнріх Мюллер та інші. У домашній грі «Вієнна» вирвала перемогу з рахунком 3:2 після автоголу захисника ВАКу Йоганна Бехера на 87-й хвилині гри. У матчі-відповіді команда Карла вдруге переграла суперника з рахунком 2:1 завдяки дублю у першому таймі нападника Франца Ердля.
Чемпіонат 1931/32 «Вієнна» завершила на другому місці, пропустивши вперед себе «Адміру». У кубку Мітропи клуб дістався півфіналу. У сезоні 1932/33 «Ферст Вієнна» вдруге стала чемпіоном, а Брозенбауер зіграв в усіх 22-х матчах турніру, в яких забив 4 голи. У кубку Мітропи команда у першому раунді поступилась за сумою двох матчів італійській «Амброзіані-Інтер» (1:0, 0:4). У сезоні 1933/34 Карл зіграв 16 матчів з 22 у чемпіонаті. Ще 6 на рахунку нового воротаря клубу Віктора Гавлічека. А уже з наступного року саме Гавлічек став основним воротарем команди. Горешовський три роки був запасним воротарем «Вієнни», зігравши за цей час п'ять матчів у чемпіонаті і один матч у переможному для команди розіграші кубка Австрії 1937 року. Загалом з 1927 по 1937 рік він зіграв 171 офіційний матч у складі клубу. 

## Виступи за збірну
Грав у складі збірної Відня. Враховуючи те, що всі найсильніші австрійські футболісти виступали у віденських клубах, збірна Відня була фактично тією ж збірною Австрії, тільки з більш розширеним списком гравців. І тренував команду той самий наставник — знаменитий Гуго Майсль. Долучився до перемоги над збірною Будапешта (6:0, 1932), а також разом з командою поступився збірній Брно (1:4, 1933). Трохи раніше також грав у матчі віденської неофіційної збірної проти німецького клубу «Нюрнберг» (підсиленого одним гравцем команди «Фюрт»), що завершився перемогою австрійців з рахунком 4:1.

## Статистика виступів

### Статистика клубних виступів
| Клуб              | Сезон             | Ліга              | Ліга  | Ліга | Кубок Австрії | Кубок Австрії | Кубок Австрії | Кубок Митропи | Кубок Митропи | Кубок Митропи | Інше   | Інше  | Інше | Всього | Всього |
| Клуб              | Сезон             | Турнір            | Матчі | Голи | Турнір        | Матчі         | Голи          | Турнір        | Матчі         | Голи          | Турнір | Матчі | Голи | Матчі  | Голи   |
| Ферст Вієнна      |                   |                   |       |      |               |               |               |               |               |               |        |       |      |        |        |
| ----------------- | ----------------- | ----------------- | ----- | ---- | ------------- | ------------- | ------------- | ------------- | ------------- | ------------- | ------ | ----- | ---- | ------ | ------ |
| Ферст Вієнна      | 1927/28           | Д-1               | 8     | 0    | КА            | 0             | 0             | КМ            | -             | -             | -      | -     | -    | 8      | 0      |
| Ферст Вієнна      | 1928/29           | Д-1               | 18    | 0    | КА            | 5             | 0             | КМ            | -             | -             | -      | -     | -    | 23     | 0      |
| Ферст Вієнна      | 1929/30           | Д-1               | 18    | 0    | КА            | 5             | 0             | КМ            | 2             | 0             | КН     | 4     | 0    | 29     | 0      |
| Ферст Вієнна      | 1930/31           | Д-1               | 18    | 0    | КА            | 9             | 0             | КМ            | 2             | 0             | -      | -     | -    | 29     | 0      |
| Ферст Вієнна      | 1931/32           | Д-1               | 17    | 0    | КА            | 2             | 0             | КМ            | 6             | 0             | -      | -     | -    | 25     | 0      |
| Ферст Вієнна      | 1932/33           | Д-1               | 22    | 0    | КА            | 3             | 0             | КМ            | 4             | 0             | -      | -     | -    | 29     | 0      |
| Ферст Вієнна      | 1933/34           | Д-1               | 16    | 0    | КА            | 3             | 0             | КМ            | 2             | 0             | ВКМ    | 1     | 0    | 22     | 0      |
| Ферст Вієнна      | 1934/35           | Д-1               | 4     | 0    | КА            | 0             | 0             | КМ            | -             | -             | ВКМ    | 0     | 0    | 4      | 0      |
| Ферст Вієнна      | 1935/36           | Д-1               | 0     | 0    | КА            | 0             | 0             | КМ            | 0             | 0             | ВКМ    | -     | -    | 0      | 0      |
| Ферст Вієнна      | 1936/37           | Д-1               | 1     | 0    | КА            | 1             | 0             | КМ            | 0             | 0             | ВКМ    | -     | -    | 2      | 0      |
| Всього за кар'єру | Всього за кар'єру | Всього за кар'єру | 122   | 0    | -             | 28            | 0             | -             | 16            | 0             | -      | 5     | 0    | 171    | 0      |

### Статистика виступів у кубку Мітропи
| №                      | Розіграш               | Стадія                 | Дата та місце проведення | Команда 1              | Рахунок | Команда 2           | Голи та інші дії |
| ---------------------- | ---------------------- | ---------------------- | ------------------------ | ---------------------- | ------- | ------------------- | ---------------- |
| 1                      | 1929                   | 1/4                    | 23.06.1929 Будапешт      | Хунгарія (Будапешт)    | 1:4     | Ферст Вієнна        |                  |
| 2                      | 1929                   | 1/4                    | 07.07.1929 Відень        | Ферст Вієнна           | 1:0     | Хунгарія (Будапешт) |                  |
| 3                      | 1930                   | 1/4                    | 12.07.1930 Прага         | Спарта (Прага)         | 2:1     | Ферст Вієнна        |                  |
| 4                      | 1930                   | 1/4                    | 19.07.1930 Відень        | Ферст Вієнна           | 2:3     | Спарта (Прага)      |                  |
| 5                      | 1931                   | 1/4                    | 27.06.1931 Відень        | Ферст Вієнна           | 3:0     | Бочкаї (Дебрецен)   |                  |
| 6                      | 1931                   | 1/4                    | 5.07.1931 Будапешт       | Бочкаї (Дебрецен)      | 0:4     | Ферст Вієнна        |                  |
| 7                      | 1931                   | 1/2                    | 20.09.1931 Рим           | Рома (Рим)             | 2:3     | Ферст Вієнна        |                  |
| 8                      | 1931                   | 1/2                    | 24.09.1931 Відень        | Ферст Вієнна           | 3:1     | Рома (Рим)          |                  |
| 9                      | 1931                   | фінал                  | 8.11.1931 Цюрих          | Ферст Вієнна           | 3:2     | ВАК                 |                  |
| 10                     | 1931                   | фінал                  | 12.11.1931 Відень        | ВАК                    | 1:2     | Ферст Вієнна        |                  |
| 11                     | 1932                   | 1/4                    | 25.06.1932 Відень        | Ферст Вієнна           | 5:3     | Уйпешт (Будапешт)   |                  |
| 12                     | 1932                   | 1/4                    | 29.06.1932 Будапешт      | Уйпешт (Будапешт)      | 1:1     | Ферст Вієнна        |                  |
| 13                     | 1932                   | 1/2                    | 10.07.1932 Болонья       | Болонья                | 2:0     | Ферст Вієнна        |                  |
| 14                     | 1932                   | 1/2                    | 17.07.1932 Відень        | Ферст Вієнна           | 1:0     | Болонья             |                  |
| 15                     | 1933                   | 1/4                    | 26.06.1933 Відень        | Ферст Вієнна           | 1:0     | Амброзіана-Інтер    |                  |
| 16                     | 1933                   | 1/4                    | 2.07.1933 Мілан          | Амброзіана-Інтер       | 4:0     | Ферст Вієнна        |                  |
| Всього у кубку Мітропи | Всього у кубку Мітропи | Всього у кубку Мітропи | Всього у кубку Мітропи   | Всього у кубку Мітропи | 16      |                     | 0                |

### Статистика виступів за збірну Відня
| № | Дата       | Місце проведення | Команда 1             | Рахунок | Команда 2                     | Голи |
| - | ---------- | ---------------- | --------------------- | ------- | ----------------------------- | ---- |
| 1 | 01.05.1931 | Відень           | Вибір Відня           | 4:1     | «Нюрнберг»/«Фюрт» (Німеччина) |      |
| 2 | 02.10.1932 | Відень           | Відень (Австрія)      | 6:0     | Будапешт (Угорщина)           |      |
| 3 | 09.04.1933 | Брно             | Брно (Чехословаччина) | 4:1     | Відень (Австрія)              |      |

## Титули і досягнення
- Володар Кубка Мітропи (1):

«Вієнна» (Відень): 1931
- Чемпіон Австрії (2):

«Вієнна» (Відень): 1930–1931, 1932–1933
- Срібний призер чемпіонату Австрії (2):

«Вієнна» (Відень): 1932, 1936 (як резервний воротар)
- Бронзовий призер чемпіонату Австрії (4):

«Вієнна» (Відень): 1928, 1930, 1935, 1937
- Володар Кубка Австрії (3):

«Вієнна» (Відень): 1929, 1930, 1937
- Третє місце Кубка Націй (1):

«Вієнна» (Відень): 1930